# Đường sắt đô thị Bình Dương
Hệ thống đường sắt đô thị tại Bình Dương là dự án đường sắt tại Thành Phố Hồ Chí Minh nhằm giải quyết được vấn đề vận tải hành khách công cộng.
Theo Quyết định 893/QĐ-TTg năm 2014 của Thủ tướng Chính phủ Điều chỉnh Quy hoạch tổng thể phát triển kinh tế - xã hội tỉnh Bỉnh Dương đến năm 2020, bổ sung quy hoạch đến năm 2025, hệ thống đường sắt đô thị tại Bình Dương sẽ bao gồm 6 tuyến trên cao và 1 tuyến mặt đất.
Theo Quyết định 790/QĐ-TTg năm 2024 của Thủ tướng Chính phủ Phê duyệt Quy hoạch tỉnh Bỉnh Dương thời kỳ 2021-2030, tầm nhìn đến năm 2050, hệ thống đường sắt đô thị tại Bình Dương sẽ bao gồm 12 tuyến metro.

## Tổng quan quy hoạch 2014
| Tuyến   | Lộ trình tuyến metro                                                                         | Chiều dài (km) | Đặc điểm | Hoàn thành (dự kiến) |
| ------- | -------------------------------------------------------------------------------------------- | -------------- | -------- | -------------------- |
| Tuyến 1 | Ga Bến xe Suối Tiên - Dĩ An - Thành phố mới Bình Dương                                       | --             | Trên cao | --                   |
| Tuyến 2 | Tp Thủ Dầu Một - Quốc lộ 13 - ngã tư Bình Phước - ga Hiệp Bình                               | 24,2           | Trên cao | --                   |
| Tuyến 3 | Thành phố mới Bình Dương - Mỹ Phước - Bàu Bàng - Long Nguyên                                 | 32,3           | Trên cao | --                   |
| Tuyến 4 | Thành phố mới Bình Dương - Uyên Hưng - Tân Thành                                             | 22,3           | Trên cao | --                   |
| Tuyến 5 | Miếu Ông Cù - Thuận An - Vĩnh Phú - Sông Sài Gòn - Thạnh Lộc - ga Tân Chánh Hiệp             | --             | Trên cao | --                   |
| Tuyến 6 | Thành phố mới Bình Dương - Vĩnh Tân - Tân Bình - Phước Hòa - Sông Bé - Vĩnh Hòa - Phước Vĩnh | 29,6           | Trên cao | --                   |
| Tuyến 7 | Bến Cát - Dầu Tiếng - thị trấn Dầu Tiếng                                                     | 38,8           | Mặt đất  | --                   |

## Tổng quan quy hoạch 2024
| Tuyến    | Lộ trình tuyến metro                                                                                          | Chiều dài (km) | Đặc điểm | Hoàn thành (dự kiến) |
| -------- | --- | -------------- | -------- | -------------------- |
| Tuyến 1  | Ga Bến xe Suối Tiên - Dĩ An - Thành phố mới Bình Dương                                                        | 31,6           |          | --                   |
| Tuyến 1B | Tân Đông Hiệp - An Bình - Gò Dưa                                                                              | 7,5            |          |                      |
| Tuyến 2  | Tp Thủ Dầu Một - Quốc lộ 13 - ngã tư Bình Phước - ga Hiệp Bình                                                | 23,3           |          | --                   |
| Tuyến 2B | Tp Thủ Dầu Một - Bến Cát                                                                                      | 6,5            |          |                      |
| Tuyến 2C | Tp Thủ Dầu Một đến Củ Chi, Thành phố Hồ Chí Minh                                                              | 9,3            |          |                      |
| Tuyến 3  | Bắc Tân Uyên - Thành phố Hồ Chí Minh Đoạn 1: Tân Uyên - Thành phố Hồ Chí Minh Đoạn 2: Tân Uyên - Bắc Tân Uyên | 29,8 23,3 6,5  |          | --                   |
| Tuyến 3B | Thủ Dầu Một - Biên Hòa                                                                                        | 16,5           |          |                      |
| Tuyến 4  | Tân Uyên - Thành phố mới Bình Dương - Bến Cát                                                                 | 32,6           |          | --                   |
| Tuyến 5  | cầu Thủ Biên, Bắc Tân Uyên - Thành phố mới Bình Dương - cầu Phú Thuận, thành phố Bến Cát                      | 48,2           |          | --                   |
| Tuyến 6  | Thành phố mới Bình Dương - Bến Cát - Bàu Bàng                                                                 | 26,1           |          | --                   |
| Tuyến 7  | Bến Cát - Dầu Tiếng - thị trấn Dầu Tiếng                                                                      | 45             |          | --                   |
| Tuyến 8  | Bắc Tân Uyên - Phú Giáo                                                                                       | 28,6           |          |                      |